# General Berthelot
General Berthelot (veraltet Unirea; deutsch Unter-Wolfsdorf, ungarisch Alsófarkadin) ist eine Gemeinde im Kreis Hunedoara in der Region Siebenbürgen in Rumänien.
Der Ort ist auch unter der rumänischen Bezeichnung Fărcădinul de Jos und der ungarischen Patakfarkadin bekannt.

## Geographische Lage

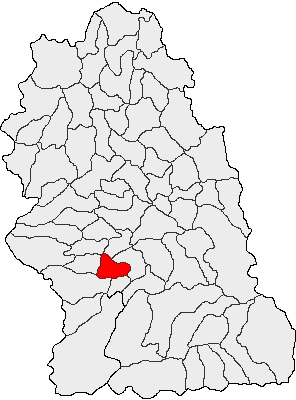
Lage der Gemeinde General Berthelot im Kreis Hunedoara

Die Gemeinde General Berthelot liegt im Hatzeger Land (Țara Hațegului), nördlich des Retezat-Gebirges. In der Südhälfte des Kreises Hunedoara, am Galbena – einem Zufluss des Râul Mare – und der Kreisstraße (drum județean) DJ 687C gelegen, befindet sich der Ort ca. 4 Kilometer westlich der Kleinstadt Hațeg (Hatzeg); die Kreishauptstadt Deva (Diemrich) liegt ca. 46 Kilometer nördlich vom Ort General Berthelot entfernt.

## Geschichte
Der heute General Berthelot genannte Ort wurde erstmals 1369 urkundlich erwähnt. Frühere Bezeichnungen des Ortes waren Farkadin, Alsofarkadyn, Ferkedynugyinzsosz, Also-Farkadin (rumänisch Fărcădinul de Jos) u. a.; der Ort wurde 1854–1922 rumänisch Fărcădinul de Jos bezeichnet. Am 4. Juli 1922 wurde der Ort zu Ehren des französischen Generals Henri Mathias Berthelot in General Berthelot umbenannt. 1965 erhielt er den Namen Unirea (= „Union“). 2001, im 70. Todesjahr des Generals, wurde Unirea nach einem Referendum der Gemeindebewohner erneut in General Berthelot umbenannt.

## Bevölkerung

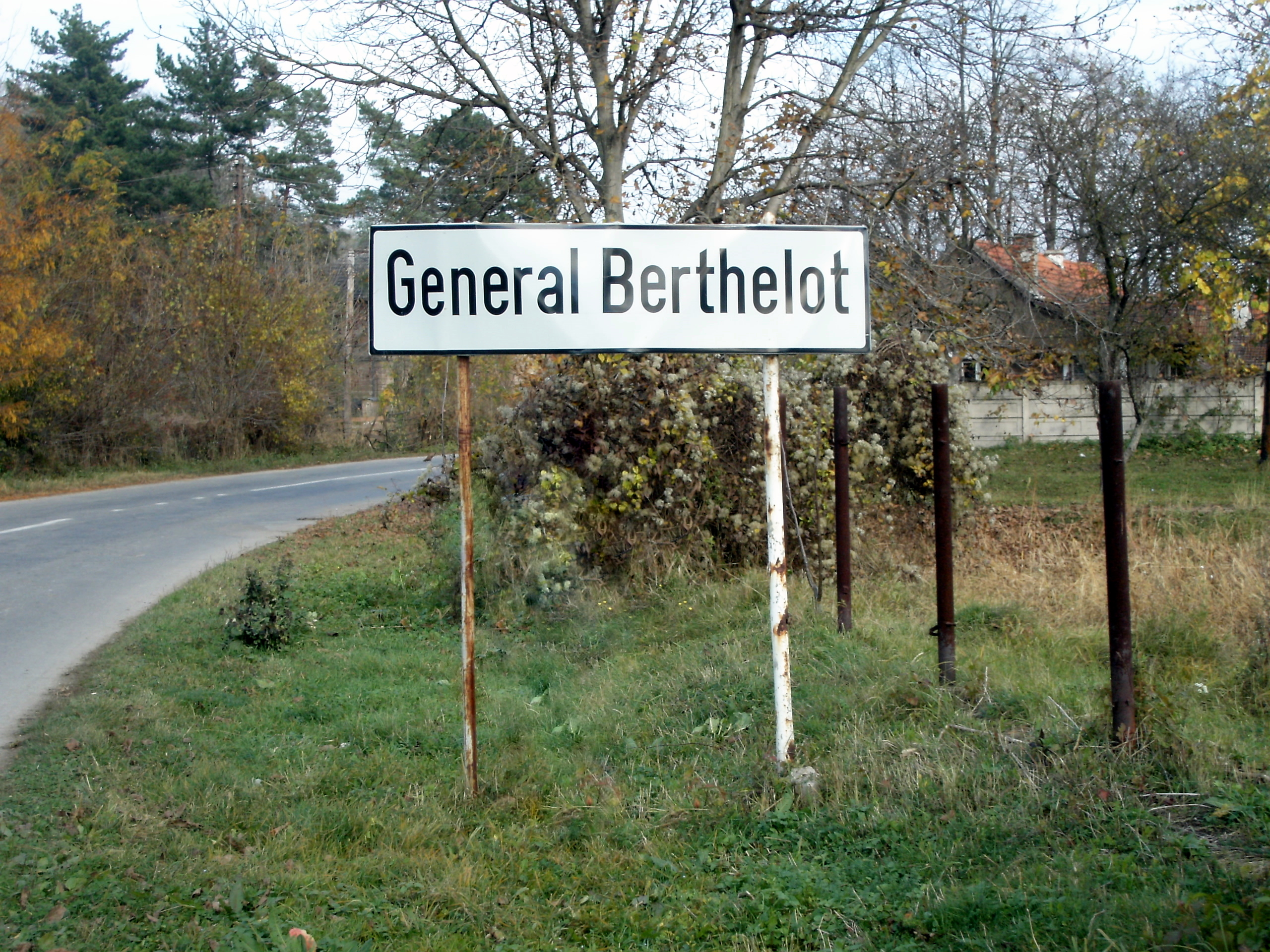
Ortseingangsschild

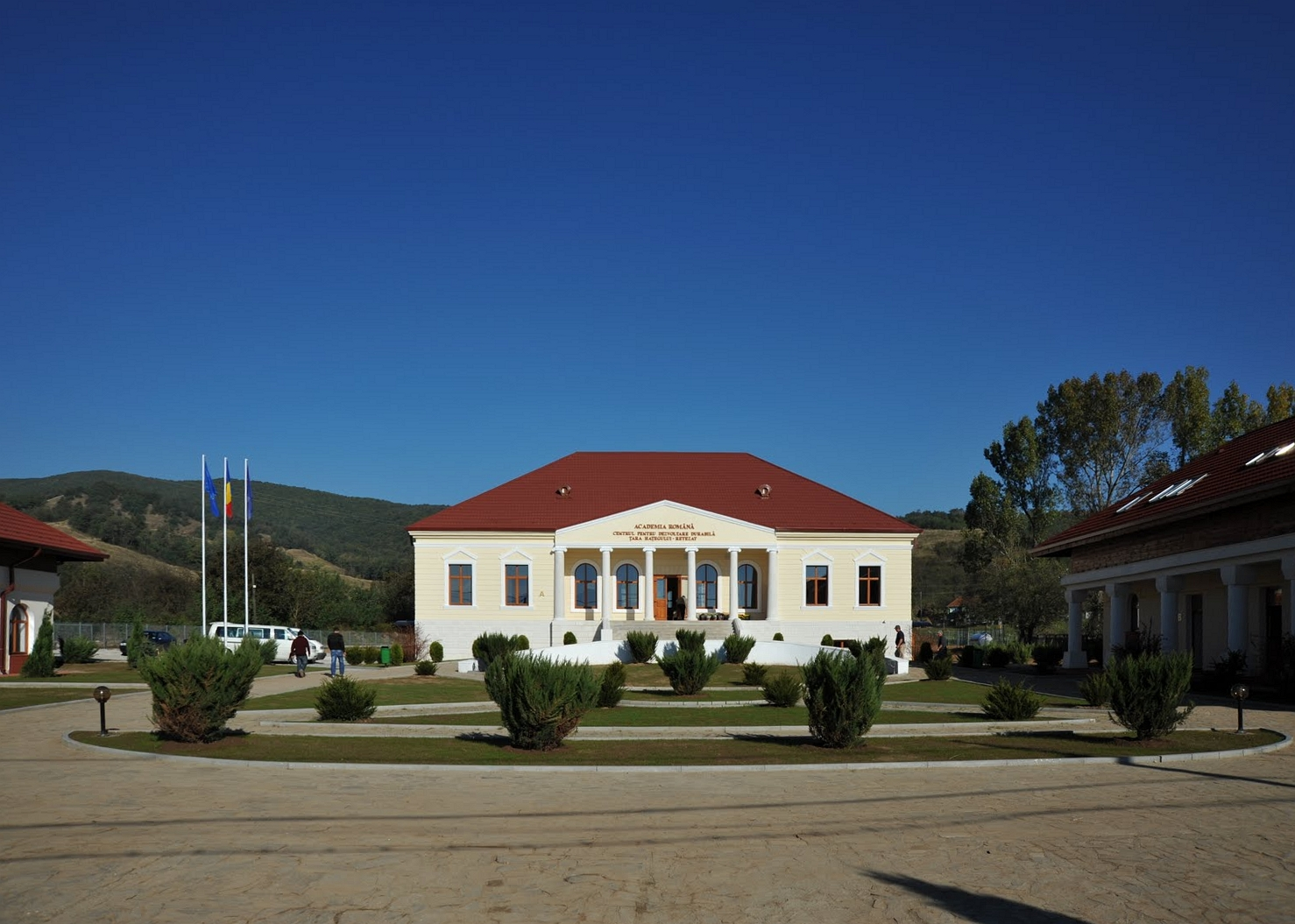
Nopcsa-Villa

Bei der Volkszählung 1850 lebten auf dem Gebiet der heutigen Gemeinde 1348 Menschen. 1238 davon waren Rumänen, 68 Ungarn, drei Deutsche und 39 andere (davon 22 Roma). Die höchste Einwohnerzahl (1752) – gleichzeitig die der Ungarn (139) – wurde 1910 erreicht. Die höchste Anzahl der Rumänen (1592) wurde 1930, die der Deutschen (19) 1890 und die der Roma (46) 1930 gezählt. Darüber hinaus bezeichneten sich 1880 zwei, 1890, 1992 und 2002 je ein Einwohner als Slowake. 2002 wurden in der Gemeinde General Berthelot 1020 Menschen gezählt, davon 998 Rumänen, drei Ungarn, 18 Roma und ein Slowake.

## Sehenswürdigkeiten
- Die Nopcsa-Villa, war Wohnsitz der gleichnamigen kleinadligen Familie. Nach einer Überlieferung soll hier der Gespan Fația Neagra gewohnt haben.[4] Die Villa und 60 Hektar Land wurden 1922 General Berthelot (gleichzeitig mit der Verleihung des Ordens Ehrenbürger Rumäniens) geschenkt.[6]

## Städtepartnerschaft
- Nervieux, im Kanton Feurs in Frankreich, seit dem 11. September 2004.[8]